# Lamdaya
Lamdaya is een bestuurslaag in het regentschap Aceh Besar van de provincie Atjeh, Indonesië. Lamdaya telt 182 inwoners (volkstelling 2010).